# Palatka (Russia)
Palatka è un centro abitato dell'Oblast di Magadan, capoluogo del Chasynskij rajon, fu fondato nel 1932 in occasione della costruzione della strada Kolyma. Vi nacque il calciatore Vladimir Sacharov.